# MANA SLAYPNILE
MANA SLAYPNILE（マナ・スレイプニル）は高知県出身の4人組ロックバンドである。2006年に行われた「FMフェスティバル LOCK ON ROCK super audition 05/06」にてグランプリを獲得。同年ユニバーサルJよりメジャーデビュー。

## メンバー
- 市川幸司（1981年9月8日 - ）ボーカル・ギター・作詞・作曲
- 正木太陽（1980年9月7日 - ）ギター（2008年5月末脱退）
- 沖雅仁（1981年10月31日 - ）ベース
- 武市容典（1982年7月13日 - ）ドラム

## バイオグラフィー
2004年夏に彼等の地元高知県で結成のギターロックバンド。
市川と正木は専門学校の同級生で、その頃からバンドはしていたが繰り返すメンバーの脱退。
市川のバイト先で一緒に働いていた武市がドラムに、ベースには市川の友人の紹介で沖が加入して現メンバーになる。
Robinという名前のままでしばらくは活動していたが、その後になぜか「MANA　SLAYPNILE」へと改名。
MANAはハワイの言葉で「自然」、SLAYPNILEは北欧神話に出てくる「八本足の馬の神様」の名前。
メンバー4人の楽器と声を合わせた8つの音とかけて「自然気ままに駆け抜けて行こう」という意味になる。
2005年6月、2曲入り無料CD-R「ソングライター」を作成。
地元CDショップ、ライブハウス等での限定配布にもかかわらず、約1ヶ月で1,000枚を配布。
2005年秋、結成からおよそ1年でTOKYO FM・Vodafoneのコラボレーションで行われたオーディション「Vodafone LOCK ON ROCK super audition 05/06」に「ソングライター」で応募。
応募と同時期に500枚限定1st CD-R「デイブレイクストーリー」を発売。
これもライブ会場・地元CDショップでの販売のみにもかかわらず、わずか1ヶ月足らずで500枚を完売。
オーディションでは音源審査の1次予選を突破し、ライブ審査・そして「LOR」のラジオリスナーや公式WEBページからの一般投票で行われる2次予選へと進出。ライブ審査では僅差で2位であったのだが、リスナーからの支持を集め一般投票で1位となった。結果、総合で1位となり四国ブロック代表に駒を進める。
最終審査、沖縄から北海道までの各ブロック代表全10組でのライブ審査、WEB上での一般投票で選考。
ここでもやはり一般投票で票を集め、応募総数約900組の中から初めてのオーディションでグランプリを受賞。
審査委員長のCharに「将来、一緒に音楽で遊んでみたい奴等だ。もう一度会いたいと思ったバンド。」と言われた。
TOKYO FM/JFN全国37局とVodafoneの全面バックアップのもと、プロデューサーにCharを迎え、結成からわずか1年半の「MANA SLAYPNILE」はUNIVERSAL Jよりメジャーデビューした。
2006年12月6日、UNIVERSAL Jよりミニアルバム『super　star』でデビューし、MANA　SLAYPNILEをとりまく環境は一変することになる。
新人では異例のTOKYO　FMでの12月度パワープレイを含む全国7FM局でパワープレイまたは準パワープレイを獲得。
ライブでは布袋寅泰・char・TRICERATOPS・RIZE・ナイス橋本などのアーティストと競演。渋谷公会堂やステラボウルでのステージにも出演を果たす。
北海道から沖縄までのラジオ全国プロモーション、テレビの生出演と一気にメジャーアーティストとして活動が始まった。
2008年5月、ギター正木太陽脱退。2008年12月解散。現段階ボーカル市川のソロ活動中。

## ディスコグラフィー
〇2005年5月頃
1,000枚無料デモCD－R「ソングライター」（ライブ会場・地元CDショップのみ）
収録曲
1.ソングライター
2.レクイエム
〇2005年11月
500枚限定CD-R「デイブレイクストーリー」（ライブ会場・地元CDショップのみ）
収録曲
1.デイブレイクストーリー
2.ロストフラフ
3.風切
4.サンキュー・グッバイ
〇2006年春
「Vodafone LOCK ON ROCK ｺﾝﾋﾟﾚｰｼｮﾝｱﾙﾊﾞﾑ」（全国流通）
1.ソングライター
2.風切
で参加
〇2006年12月6日
1st mini album「super star」（全国流通）
収録曲
1.super star
2.ソングライター
3.ロストグラフ
4.デイブレイクストーリー
5.ホワイト
6.パズル

〇2007年9月
オムニバスCD「DROP」（全国流通）
1.風切
で参加